# 斯托爾菲尤爾
斯托爾菲尤爾（挪威語：Storfjord）是挪威特罗姆斯郡的市镇，行政中心为哈滕村。市镇面积為1,542.74平方公里，2023年时人口数量為1,836人，人口密度為1.2人/平方公里。